# Мурашниця колумбійська
Мурашниця колумбійська (Grallaria milleri) — вид горобцеподібних птахів родини Grallariidae.

## Поширення
Ендемік Колумбії. Поширений у вулканічному масиві Руїс-Толіма в Центральних Андах. Його природні місця проживання — субтропічні або тропічні вологі гірські ліси та насадження.

## Опис
Птах завдовжки 18 см. Оперення темно-коричневе, з білуватими горлом і черевом та широкою каштановою смугою на грудях.

## Підвиди
- Grallaria milleri gilesi Salaman, Donegan & Prŷs-Jones, 2009 — відомий з єдиного екземпляра, зібраного у 19 століття у департаменті Антіокія, і ймовірно, вимер.
- Grallaria milleri milleri Chapman, 1912 — номінальний підвид